# Еполетова акула оката
Еполетова акула оката (Hemiscyllium ocellatum) — акула з роду Еполетова акула родини азійські котячі акули.

## Опис
Загальна довжина досягає 1,07 м, середня — 70-80 см. Голова коротка. Морда округла. Очі невеликі, овальної форми. Під ними присутні великі бризкальця. У ніздрів є маленькі вусики. Зуби маленькі, широкі в основі, з трикутними вістрями. На верхній щелепі є 26-35 зубів, на нижній — 21-32. У неї 5 пар невеликих зябрових щілин, при цьому 4 та 5 розташовані близько одна від одної. Тулуб подовжений, більше половини якого складає хвостове стебло. Грудні та черевні плавці широкі та округлі. Має 2 спинних плавця та анальний. Спинні плавці розташовані ближчі до хвоста. Хвостовий плавець маленький, нижня лопать нерозвинена.
Забарвлення жовте або бежеве з численними округлими темними плямочками. Має, як і всі представники її роду, велику чорну пляму з білою облямівкою над кожним грудним плавцем. За це отримала свою назву. Молоді акули мають на тілі та плавцях чорні та світлі смуги, що з часом розпадаються на плямочки.
Особливістю є здатність «вимикати» деякі функції головного мозку, що пов'язано з існуванням в умовах нестачі кисню в теплій воді на мілині. Щоб не задіяні в конкретний момент ділянки мозку не мали нестачі кисню, акула їх «вимикає».

## Спосіб життя
Тримається на мілині, на глибинах до 50 м серед коралових рифів. Здатна застосовувати для переміщення грудні плавці, оскільки на дуже маленький глибині у припливній зоні неможливо плавати у звичний спосіб. далекий міграцій не здійснює. Здебільшого одинак. Активна вночі, вдень ховається серед коралів. Це бентофаг. Живиться морськими червами, крабами, інколи донною рибою, молюсками. Для захоплення здобичі використовує щічний насос та зуби.
Статева зрілість настає при розмірі 54-64 см та віці 7 років. Це яйцекладна акула. Парування відбувається з серпня до жовтня. Яйця відкладаються у листопаді-грудні. Самиця відкладає 2-4 яєць завдовжки 10 см, завширшки 4 см. Це відбувається кожні 2 тижні. Загалом відкладається 20-50 яєць на рік. Інкубаційний період триває 120–130 діб. Народжені акуленята завдовжки 14-16 см.
Не становить небезпеки для людини. Часто тримається в акваріумах.

## Розповсюдження
Мешкає від узбережжя о. Нова Гвінея до північної та східної Австралії. Часто зустрічається в області Великого Бар'єрного рифу.